# Klubowy Puchar Europy kobiet w szachach (2012)
2012 – siedemnasty sezon Klubowego Pucharu Europy kobiet w szachach. Rozgrywki odbyły się w Ejlacie w dniach 11–17 października 2012 roku. Tytuł zdobył monakijski CE Monte-Carlo.

## Format rozgrywek
Turniej odbywał się systemem każdy z każdym na dystansie siedmiu rund. W przypadku identycznej liczby punktów decydowała łączna liczba punktów uzyskanych przez zawodniczki, a przy dalszej równości – system Buchholza.

## Uczestnicy
W nawiasie podano średni ranking Elo. Źródło: OlimpBase
- Mika Erywań (2472)
- Ashdod City Club (2228)
- Hapoel Riszon le-Cijjon (2036)
- CE Monte-Carlo (2578)
- AWS Krasnoturjinsk (2512)
- Jugra Chanty-Mansyjsk (2397)
- Michaił Czigorin Petersburg (2277)
- SzSM Nasze Nasledije Moskwa (2444)

## Rozgrywki

### Runda 1
Źródło: OlimpBase
11 października 2012
| CE Monte-Carlo – SzSM Nasze Nasledije Moskwa 2½:1½   |
| AWS Krasnoturjinsk – Jugra Chanty-Mansyjsk 1½:2½     |
| Mika Erywań – Hapoel Riszon le-Cijjon 3:1            |
| Ashdod City Club – Michaił Czigorin Petersburg 2½:1½ |

### Runda 2
Źródło: OlimpBase
12 października 2012
| CE Monte-Carlo – AWS Krasnoturjinsk 2½:1½                     |
| Jugra Chanty-Mansyjsk – Mika Erywań 2½:1½                     |
| SzSM Nasze Nasledije Moskwa – Michaił Czigorin Petersburg 2:2 |
| Hapoel Riszon le-Cijjon – Ashdod City Club 1:3                |

### Runda 3
Źródło: OlimpBase
13 października 2012
| Mika Erywań – CE Monte-Carlo 1½:2½                        |
| AWS Krasnoturjinsk – SzSM Nasze Nasledije Moskwa 2:2      |
| Ashdod City Club – Jugra Chanty-Mansyjsk 2:2              |
| Michaił Czigorin Petersburg – Hapoel Riszon le-Cijjon 3:1 |

### Runda 4
Źródło: OlimpBase
14 października 2012
| AWS Krasnoturjinsk – Mika Erywań 1½:2½                     |
| CE Monte-Carlo – Ashdod City Club 4:0                      |
| Jugra Chanty-Mansyjsk – Michaił Czigorin Petersburg 2½:1½  |
| SzSM Nasze Nasledije Moskwa – Hapoel Riszon le-Cijjon 3½:½ |

### Runda 5
Źródło: OlimpBase
15 października 2012
| Mika Erywań – SzSM Nasze Nasledije Moskwa 3:1        |
| Michaił Czigorin Petersburg – CE Monte-Carlo ½:3½    |
| Ashdod City Club – AWS Krasnoturjinsk ½:3½           |
| Hapoel Riszon le-Cijjon – Jugra Chanty-Mansyjsk ½:3½ |

### Runda 6
Źródło: OlimpBase
16 października 2012
| SzSM Nasze Nasledije Moskwa – Jugra Chanty-Mansyjsk 3:1 |
| Mika Erywań – Ashdod City Club 3½:½                     |
| AWS Krasnoturjinsk – Michaił Czigorin Petersburg 4:0    |
| CE Monte-Carlo – Hapoel Riszon le-Cijjon 4:0            |

### Runda 7
Źródło: OlimpBase
17 października 2012
| Jugra Chanty-Mansyjsk – CE Monte-Carlo 1:3          |
| Michaił Czigorin Petersburg – Mika Erywań ½:3½      |
| Ashdod City Club – SzSM Nasze Nasledije Moskwa ½:3½ |
| Hapoel Riszon le-Cijjon – AWS Krasnoturjinsk 0:4    |

## Klasyfikacja
Źródło: OlimpBase
| Msc | Zespół                      | M | W | R | P | Pkt |
| --- | --------------------------- | - | - | - | - | --- |
| 1   | CE Monte-Carlo              | 7 | 7 | 0 | 0 | 14  |
| 2   | Mika Erywań                 | 7 | 5 | 0 | 2 | 10  |
| 3   | Jugra Chanty-Mansyjsk       | 7 | 4 | 1 | 2 | 9   |
| 4   | SzSM Nasze Nasledije Moskwa | 7 | 3 | 2 | 2 | 8   |
| 5   | AWS Krasnoturjinsk          | 7 | 3 | 1 | 3 | 7   |
| 6   | Ashdod City Club            | 7 | 2 | 1 | 4 | 5   |
| 7   | Michaił Czigorin Petersburg | 7 | 1 | 1 | 5 | 3   |
| 8   | Hapoel Riszon le-Cijjon     | 7 | 0 | 0 | 7 | 0   |